# Guaitana
Guaitana är en ort i Mexiko.   Den ligger i kommunen Etchojoa och delstaten Sonora, i den västra delen av landet, 1 400 km nordväst om huvudstaden Mexico City. Guaitana ligger 21 meter över havet och antalet invånare är 184.
Terrängen runt Guaitana är platt. Runt Guaitana är det ganska glesbefolkat, med 34 invånare per kvadratkilometer. Närmaste större samhälle är Villa Juarez, 18,4 km väster om Guaitana. Trakten runt Guaitana består till största delen av jordbruksmark.